# بت (فیلم ۱۴۰۳)
بُت فیلمی ایرانی در ژانر درام اجتماعی به کارگردانی و تهیه‌کنندگی حمید نعمت‌الله محصول سال ۱۴۰۳ است. لیلا حاتمی و محمدرضا فروتن از بازیگران اصلی این فیلم هستند.

## بازیگران
- لیلا حاتمی
- محمدرضا فروتن
- لیلی رشیدی
- کاظم سیاحی
- ایمان صیادبرهانی
- الناز حبیبی
- بانیپال شومون
- مهتاب ثروتی
- محمد ملک محمدی
- الهام جسمانی
- محمد زارع
- نوید قاسمی
- نوید پورفرج

## تولید

### توسعه و پیش‌تولید
در خرداد ۱۴۰۲ اعلام شد که حمید نعمت‌الله برای ساخت «بُت» به نویسندگی حمید نعمت‌الله و حسین فرخ‌زاده، درخواست پروانه ساخت کرده و قصد دارد آن را تابستان آن سال جلوی دوربین ببرد. اما شورای صدور پروانه ساخت در خرداد ۱۴۰۳ که در آن زمان این فیلم موقتاً «رُخ» نام گرفته بود، برای آن پروانه ساخت صادر کرد. حضور لیلا حاتمی در فیلم قطعی شده بود که اعلام شد بانیپال شومون و نوید پورفرج دو بازیگر دیگر فیلم هستند که برای اولین بار با این کارگردان همکاری می‌کنند. «بُت» یک درام اجتماعی است و هفتمین فیلم سینمایی حمید نعمت‌الله پس از فیلم اکران‌نشدهٔ قاتل و وحشی (۱۳۹۸) به‌شمار می‌رود که چهار سال پس از ساخت آن، بُت را جلوی دوربین برد. در این فیلم لیلا حاتمی چهارمین همکاری‌اش را با نعمت‌الله بعد از فیلم‌های بی‌پولی (۱۳۸۶)، رگ خواب (۱۳۹۴) و قاتل و وحشی (۱۳۹۸) تجربه می‌کند.

### فیلم‌برداری
تصویربرداری این فیلم از اول مهر ۱۴۰۳ با فیلم‌برداری آرمان فیاض و صدابرداری امیر عاشق حسینی آغاز شد. اواخر مهر ۱۴۰۳ اعلام شد که حمید نعمت‌الله مشغول فیلمبرداری جدیدترین فیلمش با نام «بُت» است و قهرمان داستانش را چهره‌ای تازه بازی می‌کند. فیلم‌برداری بت در اواخر آبان ۱۴۰۳ از نیمه گذشت و نخستین تصویر از پشت صحنه فیلم منتشر شد. محمدرضا شجاعی به‌عنوان طراح صحنه و مجری طرح در این پروژه حضور یافت و ایمان کرمیان طراحی جلوه‌های ویژه میدانی فیلم را بر عهده داشته‌است. به‌نظر می‌رسید که نخستین نمایش این فیلم در جشنواره فیلم فجر ۱۴۰۳ باشد اما در آذر ۱۴۰۳ اخباری از این پروژه رسید که تولید این فیلم در مرحله فیلم‌برداری متوقف شده و عوامل فیلم مرخص شده‌اند. گویا تعطیلی ۱۰ روزه در تولید فیلم به‌خاطر مشکلات پیش‌بینی‌نشده بوده است. طبق شنیده‌ها از جلسات فیلم‌برداری، فیلم بت اتمسفر خاصی دارد و تجربه‌ای متفاوت در سینمای ایران محسوب می‌شود. فیلم‌برداری سرانجام در زمستان ۱۴۰۳ به پایان رسید و فیلم وارد مراحل پس از تولید شد. با پایان فیلم‌برداری بُت، در اسفند ۱۴۰۳ نخستین تصویر این فیلم با بازی لیلا حاتمی منتشر شد.